# Bruce J. Hawker
 (décembre 2023).
Si vous disposez d'ouvrages ou d'articles de référence ou si vous connaissez des sites web de qualité traitant du thème abordé ici, merci de compléter l'article en donnant les références utiles à sa vérifiabilité et en les liant à la section « Notes et références ».
Bruce J. Hawker est une série de bande dessinée franco-belge créée par William Vance (scénario et dessin) et Petra (couleurs) puis André-Paul Duchâteau (scénario) à compter du tome 4, publiée de 1976 à 1987 dans l'hebdomadaire féminin Femmes d'aujourd'hui puis dans Tintin, éditée en album de 1985 à 1996 par Le Lombard.
Adandonnée par William Vance qui doit se consacrer à la série XIII, elle est reprise à partir de 2024 par Christophe Bec (scénario) et Carlos Puerta (dessin et couleurs) sous le titre Les Nouvelles Aventures de Bruce J. Hawker, toujours publiée par Le Lombard.

## Création et évolution de la série
C’est en 1976 que William Vance crée le personnage de Bruce J. Hawker et qu’il le met en histoire dans le magazine féminin Femmes d'aujourd'hui, avant de publier à nouveau à partir de 1979 les premières aventures du corsaire dans Tintin. À cette occasion, les quarante et une planches de l'épisode Cap sur Gibraltar ont été entièrement redessinées et complétées par treize planches inédites, La Ruche infernale.
Bien qu'il soit occupé par d'innombrables travaux comme Ramiro, XIII, etc., William Vance demande en 1986 à André-Paul Duchâteau, alors rédacteur en chef de Tintin, de pouvoir reprendre les aventures de Bruce J. Hawker. Ce dernier, tout en réfléchissant, se dit qu'il est hors de question de le laisser partir dans une autre maison d'édition[réf. nécessaire]. Les Éditions du Lombard ont besoin de son talent. Il accepte donc de coscénariser la série avec Vance pour lui permettre de la poursuivre.
La série s'interrompt en avril 1996 avec le septième tome, Le Royaume des enfers.
Signal 314 aurait dû être le nom du huitième tome de la saga, et le début d'un nouveau cycle, mettant aussi en scène l'US Navy. William Vance annonce à André-Paul Duchâteau qu'il souhaite écrire le scénario lui-même et se lance dans de longue recherches. Malgré quelques croquis et un contrat pour dix albums, William Vance ne peut mener le projet à son terme, la maladie de Parkinson le contraignant à abandonner le dessin.    
Une rumeur circula, parlant d'un éventuelle reprise par Felicisimo Coria, sans que l'on sache si celle-ci était fondée ou non.    
La série, qui n'était plus éditée alors qu'elle était très appréciée de William Vance, menace de sombrer dans l'oubli.
Elle reprend en avril 2024 avec le premier tome des nouvelles aventures de Bruce J. Hawker intitulé L'Œil du marais scénarisé par Christophe Bec et dessiné par Carlos Puerta.

## Description

### Résumé
À l'aube du XIXe siècle, alors qu’il est abandonné par les siens, Bruce J. Hawker, devenu corsaire après avoir été lieutenant dans la Royal Navy, cherche à retrouver à tout prix sa place dans la société, entre guerres et complots.

### Personnages
- Bruce J. Hawker : le héros, âgé de 20 ans. Dès le premier tome, commandant du H.M.S. Lark, il est disgracié pour avoir échoué dans sa mission puis accusé de haute trahison. Fils d'une mère inconnue, il est abandonné par sa famille adoptive, sa fiancée et ses amis.
- Lieutenant George Lund : ami de Bruce J. Hawker.
- Rawena : la gitane sur la frégate espagnole.
- Lord Hawker : le père adoptif de Bruce J. Hawker.
- Red Lady : surnom d'Angie Mc Cloud, l'ancienne gouvernante de Lord et Lady Hawker.
- Percy Reeves : un jeune aspirant.
- Richard Burns : un sous-lieutenant.
- Caterine Hooper : première fiancée de Bruce J. Hawker.

## Publications en français

### Dans des périodiques

#### Femmes d'aujourd'hui
| Titre             | Année     | n° de Femmes d'aujourd'hui | Commentaire |
| ----------------- | --------- | -------------------------- | ----------- |
| Cap sur Gibraltar | 1976-1977 | n° 1650 à 1652 puis 1 à 43 |             |

#### Tintin
| Titre                                                 | Année | n° de Tintin       | Commentaire                   |
| ----------------------------------------------------- | ----- | ------------------ | ----------------------------- |
| Les Entrailles du H.M.S. Thunder : La Ruche infernale | 1979  | n° 205 à 208       | Couverture du n° 205          |
| Cap sur Gibraltar                                     | 1979  | n° 209 à 220       | Mini poster dans le n° 210    |
| L’Écervelé                                            | 1980  | Super Tintin n° 10 | Récit complet de 10 pages     |
| L'Orgie des damnés                                    | 1981  | n° 326 à 334       | Couverture du n° 326          |
| Press gang                                            | 1985  | n° 496 à 503       | Couverture n° 496             |
| Le Puzzle                                             | 1979  | n° 556 à 565       | Couverture du n° 556          |
| Top secret                                            | 1987  | Super Tintin n° 37 | Récit complet de 2 pages      |
| Tout ou rien                                          | 1987  | n° 629 à 639       | Couvertures des n° 629 et 635 |

#### Hello Bédé
| Titre                    | Année | n° de Hello Bédé | Commentaire                                                                |
| ------------------------ | ----- | ---------------- | -------------------------------------------------------------------------- |
| Les Bourreaux de la nuit | 1990  | n° 59 à 67       | Couverture du n° 59                                                        |
| Top secret               | 1993  | n° 195           | Récit complet de 2 pages, déjà publié dans Super Tintin n° 37 + couverture |

#### Hop!
| Titre                                                             | Année | n° de Hop ! | Commentaire                                                                        |
| ----------------------------------------------------------------- | ----- | ----------- | ---------------------------------------------------------------------------------- |
| La Ruche infernale 1ère partie : Les Entrailles du H.M.S. Thunder | 1993  | n° 56       | Récit de 7 planches en noir et blanc, déjà publié dans Tintin en 1979 + couverture |
| La Ruche infernale (suite et fin)                                 | 1993  | n° 58       | Récit de 6 planches en noir et blanc, déjà publié dans Tintin en 1979              |

### En albums

#### Bruce J. Hawker
- 1 Cap sur Gibraltar, février 1985
Scénario et dessin : William Vance - Couleurs : Petra -  (ISBN 2-8036-0529-5)
- 2 L'Orgie des damnés, février 1986
Scénario et dessin : William Vance - Couleurs : Petra -  (ISBN 2-8036-0530-9)
- 3 Press Gang, janvier 1987
Scénario et dessin : William Vance - Couleurs : Petra -  (ISBN 2-8036-0598-8)
- 4 Le Puzzle, septembre 1987
Scénario : André-Paul Duchâteau - Dessin : William Vance - Couleurs : Petra -  (ISBN 2-8036-0631-3)
- 5 Tout ou rien, septembre 1988
Scénario : André-Paul Duchâteau - Dessin : William Vance - Couleurs : Petra -  (ISBN 2-8036-0685-2)
- 6 Les Bourreaux de la nuit, janvier 1991
Scénario : André-Paul Duchâteau - Dessin : William Vance - Couleurs : Petra -  (ISBN 2-8036-0763-8)
- 7 Le Royaume des enfers, avril 1996
Scénario : André-Paul Duchâteau - Dessin : William Vance - Couleurs : Petra -  (ISBN 2-8036-1163-5)

Intégrale
1. Intégrale 1, reprend les tomes 1 à 3, septembre 2012  (ISBN 9782803631896)
2. Intégrale 2, reprend les tomes 4 à 7, avec dossier de 22 pages, décembre 2012  (ISBN 9782803631926)

Tirages limités
1. La Ruche infernale, 1993 aux Éditions Gibraltar[réf. nécessaire]

#### Les Nouvelles Aventures de Bruce J. Hawker
- 1 L'Œil du marais, avril 2024
Scénario : Christophe Bec - Dessin et couleurs : Carlos Puerta -  (ISBN 9782808205788)

### Sources

#### Livres
- Patrick Gaumer, « Bruce J. Hawker », dans Dictionnaire mondial de la BD, Paris, Larousse, 2010 (ISBN 9782035843319), p. 124.

#### Revues
- Eric Adam, « Christophe Bec l'héritier », dBD, no 183,‎ mai 2024, p. 22 à 27.

#### Internet
- Bérengère HALLIER, « Bruce J. Hawker reprend du service ! », sur actuabd, 23 avril 2024